# Asterix bei den Pikten
Titelbild

Link zum Bild

Asterix bei den Pikten (französischer Originaltitel: Astérix chez les Pictes) ist der 35. Band der Asterix-Reihe. Er ist der erste Band, an dem keiner der beiden Schöpfer der Serie, René Goscinny und Albert Uderzo, als Autor beteiligt war. Er wurde von Jean-Yves Ferri geschrieben und von Didier Conrad gezeichnet. Das Album erschien am 24. Oktober 2013.

## Handlung
Bei einem winterlichen Strandspaziergang entdecken Asterix und Obelix einen eingefrorenen Mann. Der Druide Miraculix findet heraus, dass es sich um einen Pikten aus Kaledonien, dem heutigen Schottland, handelt. Am Kamin im Haus des Druiden aufgetaut, hat er zunächst Sprachschwierigkeiten. Es kommen ihm lediglich englischsprachige Liedtitel des 20. Jahrhunderts über die Lippen. So fällt es den Dorfbewohnern schwer, Hintergründe des kaledonischen Gastes zu erfahren. Den Frauen des Dorfes gefällt der Pikte jedoch vor allem wegen seines Äußeren. Das führt dazu, dass das Dorf – zum Leidwesen der männlichen Dorfbewohner – eine sukzessive Umgestaltung erfährt, zum Beispiel durch neue Mode mit Schottenmustern. Nachdem der Pikte im Steinbruch von Obelix seinen Herkunftsort auf einen Hinkelstein eingraviert hat (eine Anspielung auf die piktischen Symbolsteine), wird klar, aus welcher Region Kaledoniens er stammt. Asterix und Obelix entscheiden sich nun, den Gast auf der Rückkehr in seine Heimat zu begleiten.
Mit Einbruch des Frühlings fahren die drei mit einem Boot gen Norden. Auf dieser Reise erlangt der Pikte im Angesicht einer Auseinandersetzung mit den aus früheren Episoden bekannten Piraten seine Sprachfähigkeit zurück, auch weil ein Genesungstrunk von Miraculix Wirkung zeigt. Er stellt sich nun als Mac Aphon vor (ein Wortspiel aus Aphonie = ‚Stimmlosigkeit‘ und Megaphon = ‚Sprachrohr‘; im französischen Original ‚Mac Oloch‘), und erzählt, wie er nach Gallien gelangt ist: Zwischen den piktischen Clans bestehen seit dem Tod des letzten Königs Mac Nifizenz (im französischen Original ‚Mac II‘) Zwietracht und ein Machtvakuum. Der Chef des feindlichen Clans „am anderen Ufer“, Mac Abberh (ein Wortspiel mit ‚makaber‘, im französischen Original ‚Mac Abbeh‘ als Wortspiel mit französisch ‚abbé‘ für ‚Geistlicher‘, ‚Pfarrer‘), kettete Mac Aphon an einen Baumstamm und warf ihn in den Loch Endroll (ein Wortspiel mit ‚Rock ’n’ Roll‘), von wo er, statt zu ertrinken, bis an die gallische Küste getrieben wurde.
In Kaledonien angekommen, machen die Gallier zunächst mit dem verspielten Seeungeheuer Fafnie (im französischen Original ‚Afnor‘), einem Vorfahren des Ungeheuers von Loch Ness, Bekanntschaft, das im Loch Endroll lebt und ein Freund des Clans von Mac Aphon ist. Fafnie nimmt ihnen bei dieser Begegnung die Medizinflasche ab, die sie von Miraculix für Mac Aphon erhalten hatten. Kurz darauf lernen sie das Dorf und den Clan ihres piktischen Freundes samt ihren kulturellen Eigenheiten (zum Beispiel der Sportart Baumstammwerfen) kennen. Zum Willkommensfest werden Räucherlachs und „Malzwasser“ gereicht, ein Bardentrio, von denen einer die Züge des französischen Sängers Johnny Hallyday trägt, spielt Dudelsack-Rockmusik. Dabei erfahren die Ankömmlinge, was sich seit der Abwesenheit von Mac Aphon getan hat: Der Rivale Mac Abberh möchte sich von den anderen Clanchefs zum König der Pikten ausrufen lassen. Um dieses Ziel zu erreichen, hat er Camilla, die Tochter des verstorbenen Königs (im französischen Original ‚Camomilla‘), gefangen genommen, um sie zu seiner Frau zu machen und so als legitimer Anwärter auf den Thron zu gelten. Als Mac Aphon davon hört, erstarrt er und nimmt jene Haltung an, die er bereits am Anfang im Eis hatte, denn er hatte ihr vor seinem Verschwinden einen Heiratsantrag machen wollen. Zudem hat es ihm wieder die Sprache verschlagen.
Zwischenzeitlich sind die Römer auf dem Weg nach Kaledonien, um eine Allianz mit Mac Abberh zu schließen. Der machtgierige Pikte – er hat das Gesicht des Schauspielers und bekannten Filmbösewichts Vincent Cassel – erhofft sich, durch dieses Bündnis mit Rom zum König der Pikten zu werden und sich die Macht in Kaledonien zu sichern. Die Römer wollen gleichzeitig einen Verbündeten im Norden der britischen Insel haben. Beide Parteien treffen aufeinander und schmieden einen Pakt: Wenn die bevorstehende Königswahl nicht zugunsten Mac Abberhs ausfällt, sollen die römischen Truppen die Clans angreifen, um die Krone für Mac Abberh zu sichern.
Asterix und Obelix wollen Mac Aphon zu alter Stärke verhelfen. Deshalb machen sie sich auf die Suche nach dem Seeungeheuer Fafnie, um von ihm die Medizin für Mac Aphon zurückzuholen. Sie gelangen in die Höhle der Wasserkreatur. Gänge in der Höhle führen sie unterirdisch zur Residenz von Mac Abberh und zum Verlies von Camilla. Dort befreien sie die junge piktische Prinzessin und machen sich auf den Weg zurück zum befreundeten Clan, jedoch ohne die Medizinflasche gefunden zu haben.
Währenddessen versammeln sich die Clanführer, um einen König zu wählen. Von den Kandidaten kann sich vor allem Mac Abberh hervorheben. In seiner Bewerbungsrede wird er jedoch von Mac Aphon unterbrochen. Da die Mehrzahl diesen für verschollen gehalten hat, trauen die Anwesenden zunächst ihren Augen nicht. Mac Abberh bezichtigt Mac Aphon des Betrugs, dem daraufhin erneut die Stimme versagt. In diesem Moment tauchen Asterix, Obelix und Camilla auf. Camilla und Mac Aphon – der daraufhin seine Sprache wieder findet – fallen sich in die Arme, während Mac Abberh die römischen Verbündeten zum Angriff bewegt. Mit kleinen Booten kommen die Römer zum Versammlungsort und werden bereits von Obelix erwartet. Die anderen Clanchefs verbünden sich daraufhin gegen die römischen Eindringlinge und Mac Abberh. In der folgenden Schlacht gewinnt das piktisch-gallische Bündnis gegen die Römer und Mac Abberh. Nach der Schlacht rufen die Clanchefs Mac Aphon zum König und Camilla zur Königin aus, die sich nun auch verlobt haben. Mac Aphon beschwört in der nachfolgenden Rede die Einheit der Pikten.
Nach der Schlacht machen sich die Gallier wieder auf den Weg in ihre Heimat. Dort werden sie von den Dorfbewohnern freudig erwartet und feiern das obligatorische große Festbankett. Das Dorf selbst hat in der Zwischenzeit weitere Elemente der piktischen Kultur aufgenommen.

## Hintergründe und Entstehung
Die Asterix-Serie wurde ursprünglich von Goscinny (Texter) und Uderzo (Zeichner) verfasst und nach dem Tode Goscinnys 1977 von Uderzo alleine fortgesetzt, wobei die von Uderzo allein verfassten Bände nach Meinung vieler Kritiker in puncto Handlung, Humor und Sprachwitz oft nicht mehr an die von Goscinny verfassten Texte heranreichten. 2008 entschied sich Uderzo, keine neuen Bände mehr zu verfassen und die Serie einzustellen. Nachdem er dann jedoch noch im selben Jahr zusammen mit Goscinnys Tochter die Rechte an den Verlag Hachette verkauft hatte, begann dieser eine Fortsetzung zu planen. In einem geheimen Wettbewerb wurde Jean-Yves Ferri als neuer Autor bestimmt, während Frédéric Mébarki, der bereits seit 2001 die Reinzeichnungen der Asterixbände anhand von Uderzos Vorlagen vorgenommen hatte, als Zeichner fungieren sollte. Mébarkis eigenständige Zeichnungen entsprachen jedoch nicht den Vorstellungen Uderzos und Hachettes, daher wurde in einem weiteren geheimen Wettbewerb ein neuer Zeichner bestimmt. Die Wahl fiel auf Didier Conrad, der daraufhin zusammen mit Ferri und unter Betreuung von Uderzo innerhalb von neun Monaten Astérix chez les Pictes fertigstellte.
Als Marketingstrategie wurden sowohl PR-Leute als auch Buchhändler über den Inhalt des Bandes zum Schweigen verpflichtet. Sollten sie sich nicht daran halten, drohte ihnen eine Strafe von 5000 Euro.
Der Band wurde am 24. Oktober 2013 gleichzeitig in 15 Sprachen in 23 Ländern mit einer gesamten Startauflage von fünf Millionen Exemplaren veröffentlicht, darunter auch Ausgaben in Gälisch und Schottisch (Scots). Die französische Originalausgabe hatte mit 2,2 Millionen Exemplaren die größte Startauflage, gefolgt von der deutschen mit 1,5 Millionen Exemplaren. Die französischsprachige Originalausgabe erschien im Verlag Editions Albert Rene und die deutsche Übersetzung im Verlag Egmont Ehapa Media.

## Rezeption
Die deutschsprachige Presse tendierte trotz einiger kritischer Töne zu einer eher positiven Einschätzung des neuen Autorenduos. Insbesondere wurde ihm in puncto Wortwitz und Humor eine deutliche Verbesserung gegenüber den von Uderzo alleine verfassten Bänden bescheinigt.
So schreibt Andreas Platthaus (Frankfurter Allgemeine Zeitung), dass Ferri die Freude am Wortspiel wiederbelebe und die neuen Charaktere sympathisch seien. Er sieht in Didier einen Nachfolger von Uderzo, dessen Zeichnungen die Qualität von Uderzos besten Werken aus den 1960er und 1970er Jahren erreichten. Markus Lippold (n-tv) ist der Ansicht, dass Asterix bei den Pikten eine deutliche Verbesserung gegenüber dem (allerdings allgemein als völlig missraten geltenden) Vorgängerband Gallien in Gefahr von 2005 darstelle. Aus seiner Sicht knüpft der neue Band gekonnt an alte Traditionen an und stellt ein „äußerst vitales Lebenszeichen“ dar, mit dem der Start in eine neue Epoche gelingt. Matthias Heine (Die Welt) spricht von dem besten Asterix seit dem Tode Goscinnys. Er hält die Serie mit neuem Texter und Zeichner für „anschlussfähig an die Gegenwart“ und sieht es als entscheidend für die Zukunft an, dass dieser neue Band das Potential besitze, bei „achtjährigen Kindern […], die vorher noch nie ein ‚Asterix‘-Heft in der Hand hatten“, den Geschmack an diesen Comics wecken zu können. Lars von Törne (Der Tagesspiegel) stellt fest, dass es gelungen sei, „pointierte Dialoge und Situationskomik mit einem großen Spannungsbogen zu verbinden“, und schreibt, auch Nebenfiguren hätten „genug Raum, die Handlung zu beleben“. Rupert Koppold (Stuttgarter Zeitung) meint, alles sei „sehr vertraut – und trotzdem frisch und lebendig“. Und Jens Balzer und Christian Schlüter (Frankfurter Rundschau) bescheinigen Ferri und Conrad, sie hätten „den richtigen Ton getroffen“, und urteilen: „Eine Erweiterung des Personaltableaus mitsamt erhöhtem Niedlichkeitsfaktor: Das könnte die Zukunft sein.“
Fritz Göttler (Süddeutsche Zeitung) meint, dass sich der neue Asterix auf alte Stärken aus der Zeit Goscinnys besinne, sieht dabei aber mehr ein perfektes Imitat als eine wirkliche Novität, weshalb er den notwendigen Spagat zwischen Tradition und Innovation als nicht wirklich gelungen ansieht. Ralf Trommer (Die Tageszeitung) hält den neuen Band für ein handwerklich solides Werk, das sich erkennbar bemühe, mit feinem Humor an die Tradition Goscinnys anzuknüpfen. Er meint jedoch, dass die Qualität der Goscinny-Bände aus den 1960er und 1970er Jahren sowohl in Bezug auf die Zeichnungen als auch die Texte nicht erreicht werde, und macht dafür den hohen Zeitdruck bei der Produktion verantwortlich. Marc Krebs (TagesWoche) findet, dass der neue Band zwar eine klare Verbesserung gegenüber den von Uderzo alleine verfassten Bänden sei. Er meint aber ebenfalls, dass die Qualität der unter Mitwirkung Goscinnys entstandenen Bände deutlich verfehlt werde. Auch Eric Facon (SRF) sieht dies ähnlich und findet, dass trotz einiger gelungener Gags die neuen Autoren nicht Goscinnys Auge für den Zeitgeist und Timing besäßen und dessen Fülle und Feinheiten von Anspielungen nicht erreichten. Christian Bos (Kölner Stadt-Anzeiger) ist der Ansicht, der Band sei „grundsolide“, und es sei Ferri und Didier gelungen, „Ton, Look und Geist der Serie“ zu treffen, gleichzeitig vermisst er „die Schärfe der frühen Abenteuer“.
Deutlich negativer äußert sich Ralf Döhring (Neue Osnabrücker Zeitung), der Asterix bei den Pikten mit Asterix bei den Briten vergleicht, ihn für deutlich schlechter befindet und insgesamt von einer Enttäuschung spricht. Zeichnerisch sieht er Conrad allerdings als einen einigermaßen würdigen Nachfolger von Uderzo an; die Zeichnungen seien „annehmbar“, wenngleich „vergröbernd“. Sebastian Hammelehle (Spiegel Online) beklagt die „platten Pointen“ und findet, dass der „unkomplizierte“ Humor primär auf Kinder abziele. Er äußert zudem die Hoffnung, die beiden Autoren würden sich künftig von „verunglückten Gegenwartsbezügen“ wie Mac Aphons Liedtextvariationen ganz freimachen können. Diese sich durch das Album ziehenden Anspielungen bezeichnet Hammelehle als „popkulturelles Tourette-Syndrom“ des Pikten.

## Anspielungen
Wie bereits die vorherigen Asterix-Bände enthält auch Asterix bei den Pikten diverse zeitgeschichtliche und popkulturelle Anspielungen.
- Der gestrandete Pikte wartet mit typischen englischsprachigen Popsongs wie Ob-La-Di, Ob-La-Da oder Stayin’ Alive auf.
- Auf S. 27 ist ein Scottish Terrier zu sehen.
- Die blaue Farbe, mit der die Krieger von Mac Aphons Clan ihren Körper schmücken, ist ein Hinweis auf Caesars Britannierexkurs, wo berichtet wird, alle Britannier würden sich im Krieg mit Färberwaid blau anmalen, wodurch sie ein schrecklicheres Aussehen annehmen würden.[20] Picti, die lateinische Bezeichnung für die Schotten, bedeutet „die Bemalten“.
- Die Figur des Mac Aphon selbst ist eine Hommage an die beiden Asterix-Erfinder: Abgesehen von seinen roten Haaren erinnert er äußerlich stark an die Figur des Indianers Umpah-Pah, die Uderzo und Goscinny 1951 entwickelten.[21][22]